# Kaivopuisto
Kaivopuisto is een stadspark en wijk in de Finse hoofdstad Helsinki. Het park ligt aan de kust van de Finse golf. In de eromheen liggende wijk wonen ongeveer 500 mensen en bevinden zich meerdere ambassades waaronder die van Nederland en België. Het park is erg populair tijdens de Vappu-viering. Het hoogste punt van het park is het het Ulsa observatorium.
De oudste villa van Kaivopuisto is Villa Kleineh, ook 'het Huis van Adlercreutz', een villa in empirestijl.